# J. T. Compher
Joseph Taylor Compher (* 8. dubna 1995 Northbrook, Illinois) je profesionální americký hokejový útočník momentálně hrající v týmu Colorado Avalanche v severoamerické lize NHL. V roce 2022 vyhrál se stejným týmem Stanley Cup. V roce 2013 byl draftován ve 2. kole jako 35. celkově týmem Buffalo Sabres.

## Klubové statistiky
| Sezona      | Klub                | Soutěž      | Základní část | Základní část | Základní část | Základní část | Základní část | Play off | Play off | Play off | Play off | Play off |
| Sezona      | Klub                | Soutěž      | Z             | G             | A             | B             | TM            | Z        | G        | A        | B        | TM       |
| ----------- | ------------------- | ----------- | ------------- | ------------- | ------------- | ------------- | ------------- | -------- | -------- | -------- | -------- | -------- |
| 2016–17     | San Antonio Rampage | AHL         | 41            | 13            | 17            | 30            | 22            | —        | —        | —        | —        | —        |
| 2016–17     | Colorado Avalanche  | NHL         | 21            | 3             | 3             | 6             | 4             | —        | —        | —        | —        | —        |
| 2017–18     | Colorado Avalanche  | NHL         | 69            | 13            | 10            | 23            | 20            | 6        | 0        | 3        | 3        | 2        |
| 2018–19     | Colorado Avalanche  | NHL         | 66            | 16            | 16            | 32            | 31            | 12       | 4        | 2        | 6        | 0        |
| 2019–20     | Colorado Avalanche  | NHL         | 67            | 11            | 20            | 31            | 18            | 15       | 3        | 5        | 8        | 4        |
| 2020–21     | Colorado Avalanche  | NHL         | 48            | 10            | 8             | 18            | 19            | 10       | 1        | 1        | 2        | 4        |
| 2021–22     | Colorado Avalanche  | NHL         | 70            | 18            | 15            | 33            | 25            | 20       | 5        | 3        | 8        | 10       |
| 2022–23     | Colorado Avalanche  | NHL         | 82            | 17            | 35            | 52            | 33            | 7        | 1        | 1        | 2        | 0        |
| 2023–24     | Detroit Red Wings   | NHL         | 77            | 19            | 29            | 48            | 34            | —        | —        | —        | —        | —        |
| NHL celkově | NHL celkově         | NHL celkově | 500           | 107           | 135           | 242           | 184           | 70       | 14       | 15       | 29       | 20       |